# جوردي روكا غراو
جوردي روكا غراو (بالإسبانية: Jordi Roca Grau) هو لاعب كرة قدم إسباني، ولد في 23 يناير 1989 في بريميا دي مار في إسبانيا. لعب مع أتليتيكو بالياريس وخيمناستيك طركونة.

## وصلات خارجية
- جوردي روكا غراو على موقع قاعدة بيانات كرة القدم.إي يو (الإنجليزية)
- جوردي روكا غراو على موقع Soccerway.com (الإنجليزية)